# 架河乡
架河乡，是中国安徽省淮南市潘集区下辖的一个乡镇级行政单位。

## 行政区划
架河乡共辖以下地区：
瓦郢村、泥集村、小郢村、杨集村、新圩村、前家村、武庙村、苏涂村、王圩村、淮北村、先丰村。